# Fabrika
Fabrika (Russisch: Фабрика, betekent 'fabriek') is een Russische meidengroep. De band komt uit Moskou en is zeer populair in de voormalige Sovjet-Unielanden.

## Geschiedenis
De groep bestond oorspronkelijk uit vier meiden (Irina Toneva, Sati Kazanova, Aleksandra Saveljeva en Maria Alalykina) die in 2002 deelnamen aan de Russische talentenjacht Fabrika Zvozd en daarin een tweede plaats behaalden, achter de jongensband Korni. Kort na dit succes verliet Alalykina de groep om haar studie af te ronden en te bevallen van haar eerste kind.
In november 2003 zag hun eerste album het licht: Devoesjki Fabritsjnye. Hierna groeide de populariteit van de groep enorm. Ze brachten verschillende succesvolle singles uit en hun debuutalbum werd bekroond met de Gouden Gramofoon, de belangrijkste muziekprijs in Rusland. 
In mei 2010 verliet Sati Kazanova de groep om als solozangeres verder te gaan. Zangeres Jekaterina Li werd haar vervanger. In 2013 besloot ook Aleksandra Saveljeva een solocarrière te beginnen. Alleen zij bleef daarnaast wel als zangeres in de groep.
Later dat jaar moest Jekaterina Li de groep ook verlaten. Bij de opname van de videoclip Ne rodis krasivoj had ze een blessure aan haar rug overgehouden. De groep had aangekondigd dat ze na herstel weer zou terugkomen. In februari 2014 liet Li weten niet te zullen terugkeren in Fabrika. Een maand later werd Aleksandra Popova aangekondigd als nieuw lid van de groep, ze was bekend geworden na deelname aan de talentjacht Ik wil in VIA Gra. 
Fabrika zingt doorgaans in het Russisch, maar ze hebben ook (deels) in Engels, Frans, Italiaans en Kabardijns (de moedertaal van Kazanova) gezongen.

## Discografie

### Albums
- 2003: Devushki Fabrichnye / Девушки фабричные
- 2008: My Takie Raznye / Мы Такие Разные
- 2008: Loeseje i ljoebimoje (sbornik) / Лучшее и любимое (сборник)

### Singles
- 2003: Pro ljoebov / Про любовь
- 2003: Oj mama, ja vljoebilas / Ой мама, я влюбилась
- 2003: Devoesjki frabritsjnye / Девушки фабричные
- 2004: 5 minoet / 5 минут
- 2004: Rybka / Рыбка
- 2005: On / Он
- 2005: Ne vinovataja ja / Не виноватая я
- 2006: Malina / Малина
- 2006: Romantika / Романтика
- 2007: Belym-belym / Белым-белым
- 2007: Zazjigajoet ogonyki / Зажигают огоньки
- 2008: My takie raznye / Мы такие разные
- 2009: A ljoebit tak chotsjetsja / А любить так хочется
- 2010: Ja tebja zatseloejoe / Я тебя зацелую
- 2010: Ali-baba / Али-баба (met Arash)
- 2011: Ostanovki / Остановки
- 2012: Ona eto ja / Она это я
- 2012: Filmy o ljoebvi / Фильмы о любви
- 2013: Ne rodis krasivoj / Не родись красивой
- 2014: Sekret / Секрет